# Комори на Летњим олимпијским играма 2000.
Комори су учествали на Олимпијским играма 2000. одржаним у Сиднеју Аустралија од 13. септембра до  1. октобра. У њиховом 2. учешћи на олимпијским играма, Коморе је представљало двоје  спортиста (1 мушкарц и 1 жена) који су се такмичили у 2 атлетске дисциплине
На церемонији свечаног отварања Игара заставу је носио представник НОК Комора Шареф Мохамед.
Комори су остали у групи земаља које нису освајале олимпијске медаље.

## Учесници по дисциплинама
| Спорт     | Мушкарци | Жене | Укупно |
| --------- | -------- | ---- | ------ |
| Атлетика  | 1        | 1    | 2      |
| Укупно(1) | 1        | 1    | 2      |

## Резултати

### Атлетика

#### Мушкарци
| Атлетичар    | Дисциплина | Квалификације | Квалификације | Полуфинале       | Полуфинале       | Полуфинале       | Полуфинале       | Финале           | Финале       | Детаљи |
| Атлетичар    | Дисциплина | Резултат      | Место         | Резултат         | Место            | Резултат         | Место            | Резултат         | Место        | Детаљи |
| ------------ | ---------- | ------------- | ------------- | ---------------- | ---------------- | ---------------- | ---------------- | ---------------- | ------------ | ------ |
| Хадари Џафар | 200 м      | 10,68         | 7. у гр. 7    | Није се пласирао | Није се пласирао | Није се пласирао | Није се пласирао | Није се пласирао | 72. /96 (99) |        |

#### Жене
| Атлетичарка    | Дисциплина | Квалификације | Квалификације | Четвртфинале      | Четвртфинале      | Полуфинале        | Полуфинале        | Финале            | Финале        | Детаљи |
| Атлетичарка    | Дисциплина | Резултат      | Пласман       | Резултат          | Пласман           | Резултат          | Пласман           | Резултат          | Пласман       | Детаљи |
| -------------- | ---------- | ------------- | ------------- | ----------------- | ----------------- | ----------------- | ----------------- | ----------------- | ------------- | ------ |
| Санџема Батули | 100 м жене | 13,58         | 9. у гр. 1    | Није се пласирала | Није се пласирала | Није се пласирала | Није се пласирала | Није се пласирала | 83./ 83. (84) |        |

## Rеференце
1. ↑  Носилац заставе Комора на отварању ЛОИ 2000.